# Знання (видавництво)
«Знання» — українське видавництво, яке спеціалізується на виданні художньої літератури світових та українських письменників, підручників і навчальних посібників для вищих навчальних закладів, а також оригінальних творів англійських та американських класиків. Директор видавництва — Карасьов Володимир Іванович.

## Історія
Видавництво було засноване в Києві у 2003 році на базі видавничого центру Київської обласної організації товариства «Знання». Поєднання традицій просвітницької діяльності обласної організації та новітніх стандартів видавничої справи сприяло тому, що видавництво «Знання» стало одним із лідерів у галузі видання навчальної літератури, наукових монографій та словників. Також у видавництві виходять друком науково-практичні журнали «Банківська справа» і «Вища школа». Для підвищення ефективності роботи та поліпшення співпраці із авторами відкрито філії у Львові та Ужгороді.
Нині видавництво значно розширило сферу своєї діяльності і публікує твори класиків світової та вітчизняної літератури, насамперед маловідомі для українських читачів. У виданні перекладів «Знання» віддає перевагу тим творам, які українською мовою не друкувалися взагалі або ж були видані давно і потребують осучаснення. Сьогодні видавництво «Знання» має автентичний і потужний видавничий портфель, що включає одночасно десятки різнопланових проєктів.

## Серії книг
- Вища освіта ХХІ століття
- Класичний університетський підручник
- Систематизуємо знання
- Класна література
- Скарби
- English Library
- Скарби: молодіжна серія
- Академічні словники
- American Library

## Відзнаки та нагороди
За вагомий внесок у розвиток видавничої справи, забезпечення випуску суспільно необхідних видань і високий професіоналізм видавництво «Знання» нагороджене Грамотою Кабінету Міністрів України, працівники — провідні менеджери та редактори — нагороджені почесними грамотами Верховної Ради України, Кабінету Міністрів України, Державного комітету телебачення і радіомовлення України, Міністерства культури і туризму України.
Окремі підручники та навчальні посібники за підсумками Першого всеукраїнського конкурсу видань для вищих навчальних закладів «Університетська книга» визнано найкращими в Україні, зокрема:
- у номінації «Найкраще навчальне видання з економічних наук» — підручники «Страхування» (за ред. В. Д. Базилевича); «Фінанси» (за ред. С. І. Юрія, В. М. Федосова);
- у номінації «Найкраще навчальне видання з менеджменту та маркетингу» — підручник «Маркетинг» (за ред. А. О. Старостіної);
- у номінації «Найкраще навчальне видання із соціально-гуманітарних наук» — навчальний посібник «Філософія: хрестоматія (від витоків до сьогодення)» (за ред. Л. В. Губерського);
- у номінації «Найкраще навчальне видання з технічних наук і технологій» — підручники А. М. Тугая, В. О. Орлова «Водопостачання»; М. В. Загірняка, Б. І. Невзліна «Електричні машини»; «Гідравліка, гідро- та пневмопривод» (за ред. О. О. Федорця, О. Ф. Саленка);
- у номінації «Найкраще навчальне видання з нових напрямів професійної підготовки» — підручник «Державне управління» (за ред. А. Ф. Мельника).

Книгу С. Д. Федаки «Історія України з давніх часів до 1648 року» нагороджено дипломом XVI Всеукраїнського рейтингу Книга року — 2014 у номінації «Обрії» (спеціальна література / довідкові видання).